# 甲山1号墳 (岡崎市)
甲山1号墳（かぶとやまいちごうふん、甲山古墳/甲山第1号墳）は、愛知県岡崎市六供町（ろっくちょう）にある古墳。形状は円墳または前方後円墳。甲山古墳群を構成する古墳の1つ。岡崎市指定史跡に指定されている（指定名称は「甲山第1号墳」）。
前方後円墳の場合には三河地方（愛知県中部・東部）で最大規模と推定される古墳で、4世紀末-5世紀初頭頃（古墳時代中期）の築造と推定される。

## 概要

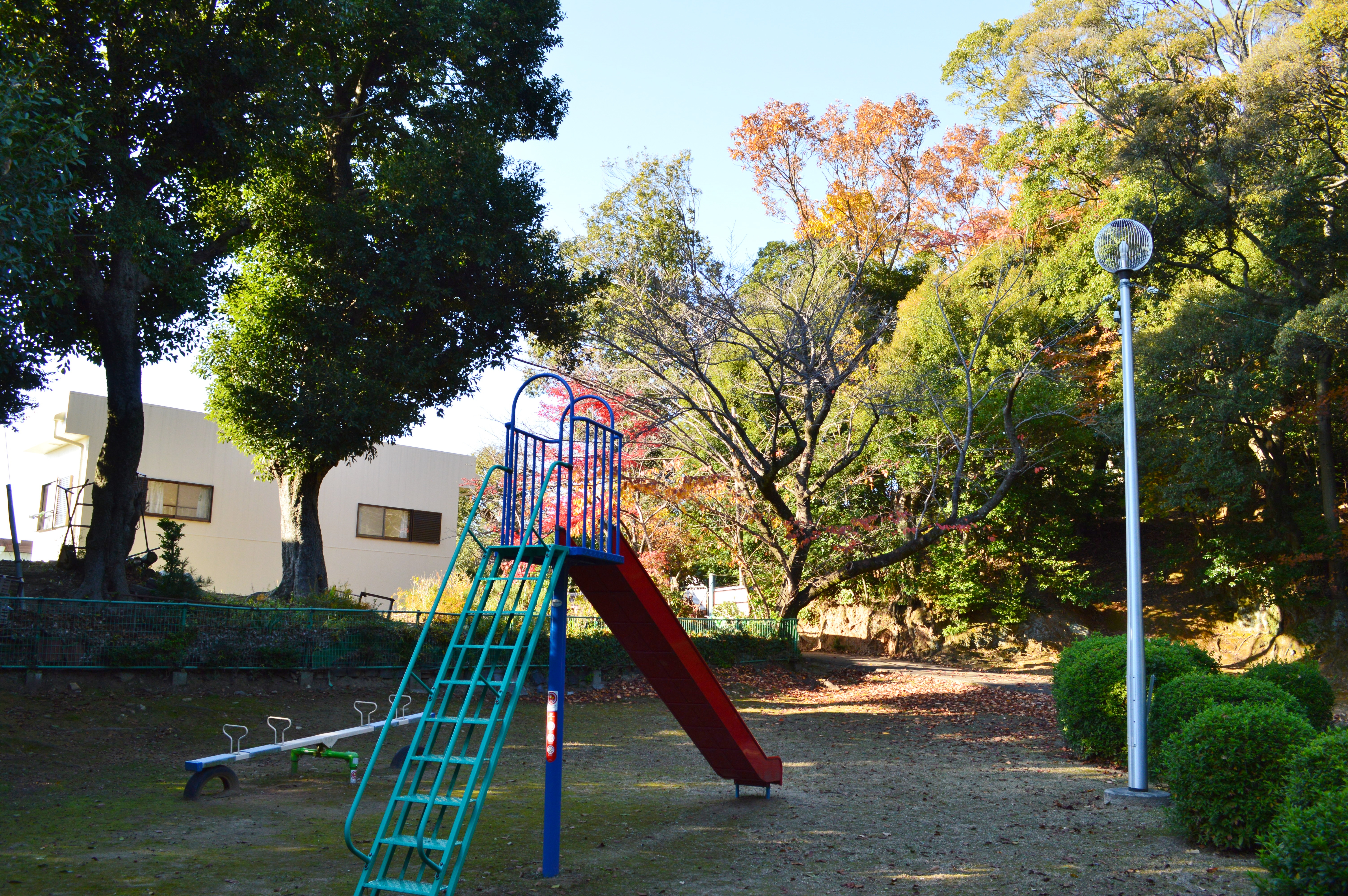
1号墳（右）と2号墳（左）

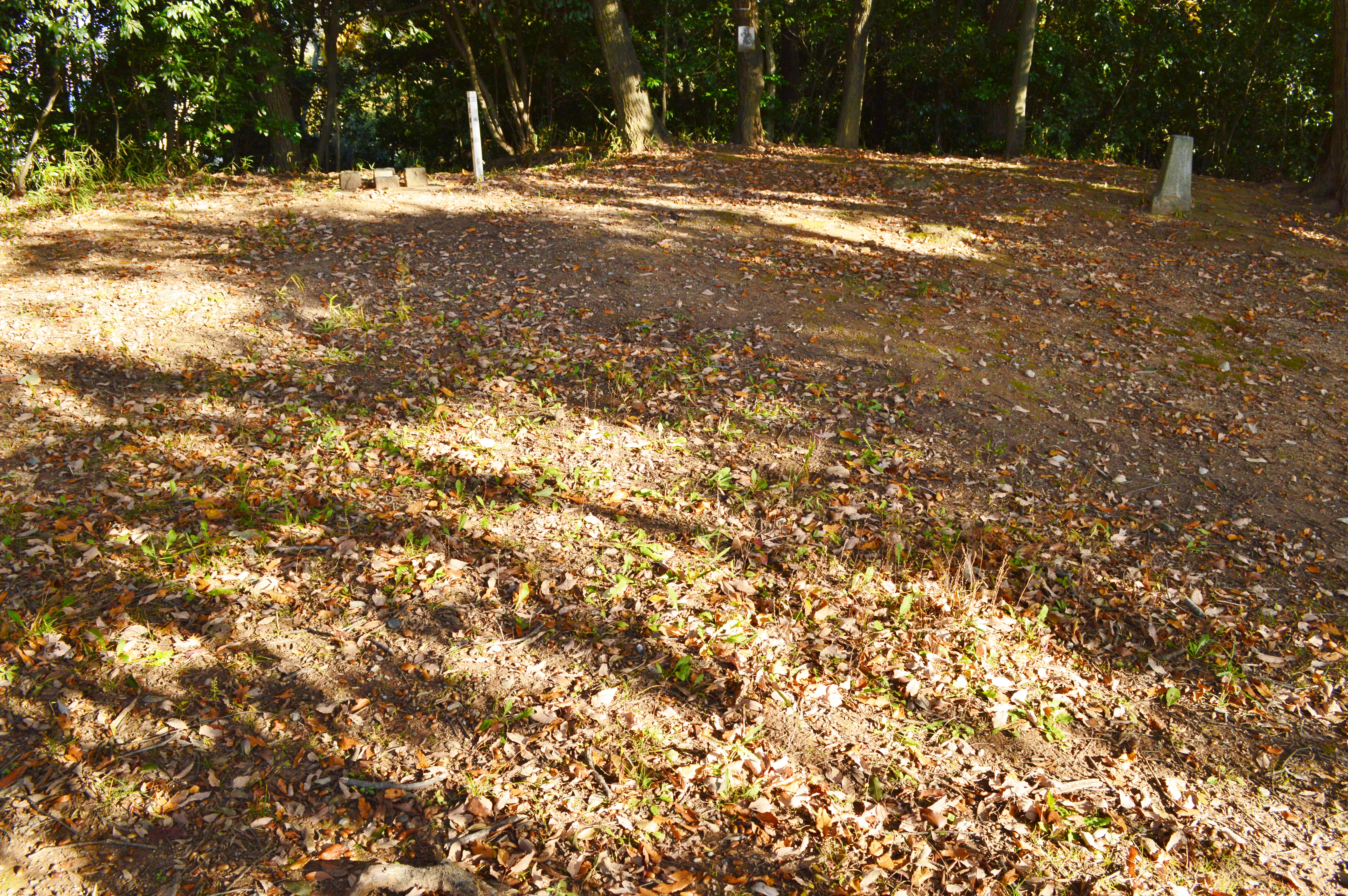
1号墳 墳頂

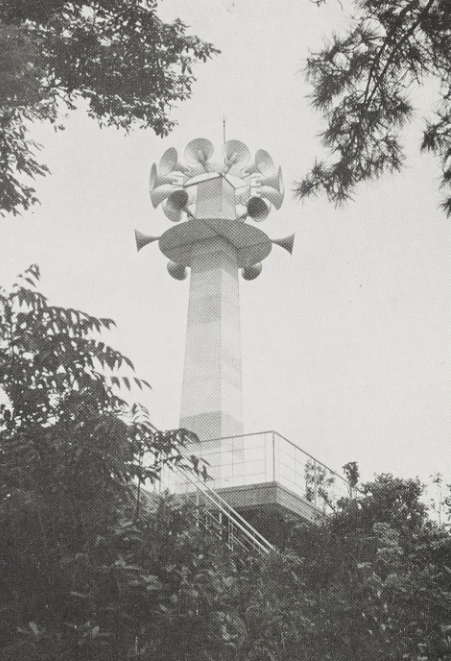
かつて墳頂に設置されていた「たつきの鐘」

愛知県中部、矢作川中流左岸の独立丘陵の甲山（標高64.5メートル）上に築造された大型古墳である。丘陵上では本古墳のほか2号墳（1号墳と同一か：後述）・3号墳（消滅）・三ツ岩古墳（消滅）の築造が認められ、甲山古墳群として認知される。「甲山」の丘陵名は、当地のヤマトタケル伝説に基づくという。
墳形は従来では円形とされ、直径60メートル・高さ8メートルの大型円墳とされてきた。近年では前方後円形とする説があり、その説では2号墳（南側）または記念寺（西側）が前方部と見立てられる。2号墳を前方部とする説では墳丘長120メートルの大型前方後円墳と復原推定され、三河地方（愛知県中部・東部）では最大規模の位置づけになる。墳丘外表では埴輪片（円筒埴輪）が検出されている。埋葬施設は明らかでないが、1944年（昭和19年）の防空監視所・防空壕設置の際に木炭が出土したことから、木炭槨と推定される。出土品としては、前述の木炭と同時に鉄刀が発掘されたというが、いずれも戦災で焼失している。以上より、築造年代は古墳時代中期の4世紀末-5世紀初頭頃（または5世紀初頭頃）と推定される。なお、本古墳の周辺に存在した古墳は陪塚であったとも推測される。
古墳域は1972年（昭和47年）に岡崎市指定史跡に指定されている。

## 遺跡歴
- 1944年（昭和19年）、墳頂部に防空監視所の設置、墳丘部に防空壕の掘削。それに伴う木炭・鉄刀の出土[4]。
- 1961年（昭和36年）1月、墳頂部にサイレン塔「たつきの鐘」を設置[8]。
- 1971年（昭和46年）1月、「たつきの鐘」の時報が音楽放送に変わった。朝6時に「草競馬」を、夕方6時に「七つの子」を、夜10時に「ウェストミンスターの鐘」を流した[9]。
- 1972年（昭和47年）7月5日、「甲山第1号墳」として岡崎市指定史跡に指定[7]。
- 岡崎市史編纂事業による墳丘測量（1989年（平成元年）に『岡崎市史 史料 考古下』刊行）[4]。

## 文化財

### 岡崎市指定文化財
- 史跡
  - 甲山第1号墳 - 所有者は甲山寺。指定範囲面積は706.50平方メートル。1972年（昭和47年）7月5日指定[7]。